# تاريخ الهواتف المحمولة

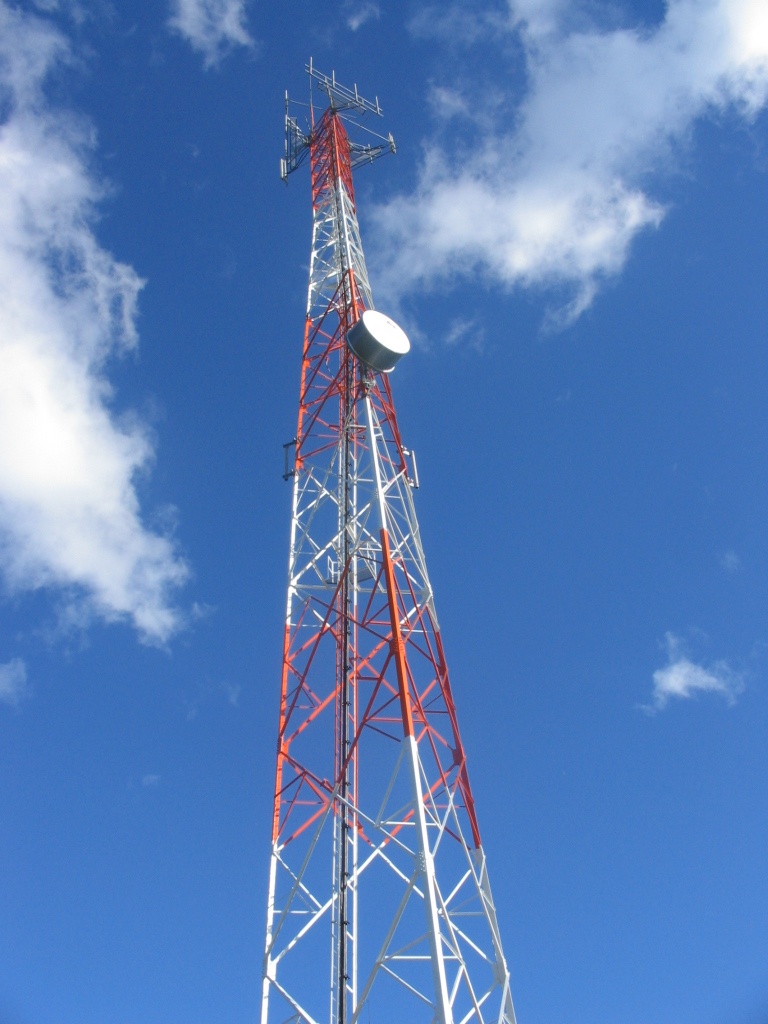

يركز تاريخ الهواتف الجوالة على أجهزة الاتصال التي تربط لاسلكيا إلى الشبكة الهواتف العامة. أي بمعنى نقل الكلام عن طريق الراديو. حيث أن لهذه الأجهزة تاريخ طويل ومتنوع يعود إلى ريجنالد فيسيندين صاحب اختراع الاتصالات الهاتفية اللاسلكية. كانت الهواتف المحمولة الأولى بالكاد تكون محمولة بالمقارنة مع الأجهزة المحمولة المدمجة اليوم. جنبا إلى جنب مع عملية تطوير المزيد من التكنولوجيا المحمولة، حدثت تغيرات جذرية في الشبكات الاتصالات اللاسلكية، وازداد انتشار استخدامه بصورة كبير

## أساسات

### تقنيات سابقة
في عام 1908، زعم البروفيسور ألبرت جانكي وشركة أوكلاند للهاتف والطاقة هوائيًا عبر القارات أنهم طوروا هاتفًا لاسلكيًا. اتُهموا بسبب ذلك بالاحتيال ثم أُسقطت التهمة، لكن لا يبدو أنهم شرعوا في الإنتاج. ابتداءً من عام 1918، اختبر نظام السكك الحديدية الألمانية المهاتفة اللاسلكية في القطارات العسكرية بين برلين وتسوسين. في عام 1924، بدأت التجارب العامة باتصال هاتفي في القطارات بين برلين وهامبورغ. في عام 1925، أُسست شركة تسوغتيلفوني إيه جي من أجل التزويد بمعدات الاتصالات الهاتفية في القطارات، وفي عام 1926، أُعطيت الموافقة لخدمة الهاتف في قطارات دويتشه رايخسبان وخدمة البريد الألمانية على الطريق بين هامبورغ وبرلين وقُدمت للمسافرين من الدرجة الأولى.
توقع الخيال البشري تطور الهواتف المحمولة في العالم الحقيقي. في عام 1906، نشر رسام الكاريكاتير الإنجليزي لويس بومر رسمًا كاريكاتوريًا في مجلة بانش بعنوان «توقعات عام 1907» أظهر فيه رجلًا وامرأة في حديقة هايد بارك في لندن كل منهما منشغلان بصورة منفصلة بالمقامرة وبالمواعدة عبر معدات مهاتفة لاسلكية. ثم في عام 1926، ابتكر الفنان كارل أرنولد رسمًا كاريكاتوريًا مستقبليًا حول استخدام الهواتف المحمولة في الشارع، في صورة بعنوان «المهاتفة اللاسلكية»، نُشرت في المجلة الساخرة الألمانية سيمبلتسيسيموس.
استفادت الحرب العالمية الثانية من استخدام الوصلات الهاتفية الراديوية. كانت أجهزة الإرسال والاستقبال الراديوية المحمولة متاحة منذ الأربعينيات من القرن العشرين. أصبحت الهواتف المحمولة للسيارات متاحة من بعض شركات الهاتف في الأربعينيات من القرن العشرين. كانت الأجهزة الأولى ضخمة، واستهلكت كميات كبيرة من الطاقة، ولم تدعم الشبكة سوى عدد قليل من المحادثات المتزامنة. تسمح الشبكات الخلوية الحديثة بالاستخدام الآلي والواسع للهواتف المحمولة للاتصالات الصوتية والبيانات.
في الولايات المتحدة، بدأ مهندسو شركة مختبرات بل بالعمل على نظام يسمح لمستخدمي الهواتف المحمولة بإجراء واستقبال المكالمات الهاتفية من السيارات، ما أدى إلى تنصيب خدمة الهاتف المحمول في 17 يونيو 1946 في سانت لويس بولاية ميسوري. بعد فترة وجيزة، قدمت إيه تي أند تي خدمة الهاتف المحمول. قدمت مجموعة واسعة من خدمات الهاتف المحمول غير المتوافقة في الغالب منطقة تغطية محدودة وقنوات قليلة متاحة في المناطق الحضرية. نظرًا لأن المكالمات أُرسلت كإشارات تناظرية غير مشفرة، يمكن لأي شخص لديه أجهزة راديو تستقبل هذه الترددات التنصت عليها. إن إدخال التكنولوجيا الخلوية، التي سمحت بإعادة استخدام الترددات عدة مرات في مناطق متجاورة صغيرة تغطيها أجهزة إرسال منخفضة الطاقة نسبيًا، جعل تبني تقنية الهواتف المحمولة أمرًا ممكنًا اقتصاديًا على نطاق واسع.
في الاتحاد السوفيتي، طور ليونيد كوبريانوفيتش، وهو مهندس من موسكو، وقدم عددًا من أجهزة الاتصالات الراديوية التجريبية بحجم الجيب في 1957-1961. كان وزن النموذج الواحد، الذي قُدم في عام 1961، 70 جرامًا فقط ويمكن أن يتسع في راحة اليد. ولكن، اتخذ القرار في الاتحاد السوفيتي في البداية بتطوير نظام الهاتف «آلتاي» للسيارات.
في عام 1965، قدمت شركة «راديوإيلكترونيكا» البلغارية هاتفًا آليًا محمولًا مع محطة رئيسية في معرض إنفورغا-65 الدولي في موسكو. استندت حلول هذا الهاتف إلى نظام طوره ليونيد كوبريانوفيتش. يمكن أن تخدم محطة رئيسية واحدة، متصلة بخط سلك هاتفي واحد، ما يصل إلى 15 عميلًا.
يمكن تتبع التقدم المحرز في المهاتفة المتنقلة عبر الأجيال المتتالية من خدمات «0 جي (الجيل صفر)» المبكرة مثل إم تي إس وخدمة الهاتف المحمول المحسنة التي تلتها، إلى الجيل الأول (1 جي) في الشبكة الخلوية التناظرية، والجيل الثاني (2 جي) في الشبكات الخلوية الرقمية، والجيل الثالث (3 جي) في خدمات البيانات ذات النطاق العريض إلى التقنيات المتطورة في الجيل الرابع (4 جي) والشبكات التي تستخدم آي بّي محلي.

### تكنولوجيا أساسية
أدى تطوير تكنولوجيا التكامل واسع النطاق (إل إس آي) لأشباه الموصلات ذات الأكاسيد المعدنية (موس) ونظرية المعلومات والشبكات الخلوية إلى تطوير اتصالات محمولة مقبولة التكلفة. كان هناك نمو سريع للاتصالات اللاسلكية في نهاية القرن العشرين، والذي يرجع في المقام الأول إلى إدخال معالجة الإشارة الرقمية في الاتصالات اللاسلكية، مدفوعًا بتطوير تكنولوجيا التكامل واسع النطاق للغاية (في إل إس آي) للدرات المتكاملة آر إف سيموس (دارة متكاملة للبث الراديوي مكونة من ترانزستورات سيموس) منخفضة التكلفة.
أتاح التقدم في تصنيع العناصر شبه الموصلة في ترانزستورات موسفت (ترانزستور الأثر الحقلي للأكاسيد المعدنية لأشباه الموصلات) تطوير تكنولوجيا الهاتف الخلوي. موسفت (ترانزستور موس)، الذي اخترعه محمد عطا الله وداون كانغ في مختبرات بل في عام 1959، هو لبنة البناء الأساسية للهواتف المحمولة الحديثة. مكن تغيير الحجم لموسفت، الذي جعل ترانزستورات موس أصغر مع تقليل استهلاكها للطاقة، من تمكين تكنولوجيا التكامل واسع النطاق للغاية (في إل إس آي)، مع تزايد عدد الترانزستور موس في رقائق الدارات المتكاملة بوتيرة أسية، مثلما تنبأ قانون مور. تغيير الحجم المستمر لترنزستورات موسفت جعل من الممكن في نهاية المطاف بناء هواتف خلوية محمولة. اعتبارًا من عام 2019 يُبنى الهاتف الذكي الحديث النموذجي من المليارات من ترانزستورات موسفت الصغيرة، وتستخدم الترانزستورات في الدارات المتكاملة مثل المعالجات الدقيقة ورقائق الذاكرة، وفي دارات عناصر الطاقة، وكترانزستورات الغشاء الرقيق (تي إف تي) في شاشات الجوال.
أتاح التقدم في تكنولوجيا الإلكترونيات الاستطاعية التي تستخدم موسفت أيضًا تطوير شبكات المحمول اللاسلكية الرقمية، وهي ضرورية للهواتف المحمولة الحديثة. أدى التبني الواسع لأجهزة موسفت الاستطاعية وإل دي موس (موس الانتشار الأفقي) وآر إف سيموس (دارة متكاملة للبث الراديوي مكونة من ترانزستورات سيموس) إلى تطوير وانتشار الشبكات اللاسلكية المحمولة الرقمية بحلول التسعينات من القرن العشرين، وأدى زيادة التطور في تكنولوجيا موسفت إلى زيادة عرض الحزمة خلال العقد ال 2000. بُنيت معظم العناصر الأساسية للشبكات المحمولة اللاسلكية من ترانزستورات موسفت، بما في ذلك أجهزة الإرسال والاستقبال المحمولة ووحدات المحطات الرئيسية والموجهات ومضخمات استطاعة إشارة التردد الراديوي ودارات الاتصالات ودارات توليد إشارة الترددات الراديوية وأجهزة الإرسال والاستقبال اللاسلكية في شبكات الأجيال الثاني والثالث والرابع.
كانت بطاريات الليثيوم أيون عامل مهم آخر، وأصبحت ضرورية كمصدر للطاقة في الهواتف الخلوية. اختُرعت بطارية ليثيوم أيون من قبل جون بانيستر جوديناف ورشيد اليزمي وأكيرا يوشينو في الثمانينيات من القرن العشرين، وطُرحت للاستخدام التجاري من قبل سوني وأساهي كاسي في عام 1991.

## الخدمات المبكرة

### إم تي إس
في عام 1949، سوقت إيه تي أند تي خدمة الهاتف المحمول. منذ بدايتها في عام 1946 في سانت لويس في ولاية ميسوري، وبحلول عام 1948 كانت إيه تي أند تي قد قدمت خدمة الهاتف المحمول إلى مائة بلدة وممر للطرق السريعة. كانت خدمة الهاتف المحمول نادرة إذ قام 5,000 عميل فقط بإجراء حوالي 30,000 مكالمة كل أسبوع. كانت إقامة المكالمات تتم يدويًا بواسطة عامل التشغيل واضطر المستخدم إلى الضغط على زر على الهاتف للتحدث وتحرير الزر للاستماع. كان وزن معدات المكالمة للمشتركين نحو 80 رطل (36 كيلوغرام).

## وصلات خارجية
- متحف الهواتف النقالة في أوروبا
- متحف الهواتف النقالة في أيرلندا